# Michel Soulierstadion
Het Michel Soulierstadion (Frans: Stade Michel Soulier) was een voetbalstadion in de Belgische stad Namen. Het was het thuisstadion van voetbalclub UR Namen en biedt plaats aan 5.000 toeschouwers. In de volksmond noemt men het stadion kortweg Soulier. 

## Geschiedenis
Het Stade des Champs Elysées werd gebouwd in 1930 en werd op 23 augustus 1931 geopend. Het stadion was genoemd in 1977 naar Michel Soulier, toenmalige speler van de club.